# Caminar contigo
"Caminar Contigo" é uma canção interpretada pela atriz e cantora Lucero e pelo cantor Joan Sebastian. Foi lançado em 6 de Março de 2012 como o primeiro single do álbum Un Lu*Jo, pela gravadora independente Skalona Records.

## Informações
"Caminar Contigo", canção que abre o álbum Un Lu*Jo, foi escrita por Joan Sebastian e tem duração de três minutos e dezoito segundos. A canção fala sobre duas pessoas que terão que se ajudar a caminhar juntos após sofrerem uma grande decepção em suas vidas. A canção foi lançada em download digital pelo iTunes e nas rádios mexicanas em 6 de Março de 2012.

## Formato e duração
- Download digital[2]

1. "Caminar Contigo" – 3:18

## Charts

### Semanais
| Charts (2012)                    | Posição |
| -------------------------------- | ------- |
| Hot Latin Songs                  | 18      |
| Billboard Regional Mexican Songs | 7       |
| Billboard Mexico Airplay         | 22      |
| Billboard Mexico Popular Airplay | 8       |

### Anuais
| Charts (2012)                    | Posição |
| -------------------------------- | ------- |
| Billboard Regional Mexican Songs | 36      |

## Histórico de lançamentos
| País   | Data               | Formato          | Gravadora       |
| ------ | ------------------ | ---------------- | --------------- |
| México | 6 de Março de 2012 | Download digital | Skalona Records |